# 30040 Annemerrill
30040 Annemerrill è un asteroide della fascia principale. Scoperto nel 2000, presenta un'orbita caratterizzata da un semiasse maggiore pari a 2,3142193 UA e da un'eccentricità di 0,1766434, inclinata di 4,11656° rispetto all'eclittica.